# Ayame Misaki
Pour les articles homonymes, voir Ayame et Misaki.
Ayame Misaki (水崎 綾女, Misaki Ayame), née le 26 avril 1989 à Kobe, est une actrice japonaise.

## Filmographie
- 2007 : Kyûteî Hanî: The Live (mini-série) : Miki Saotome (2 épisodes)
- 2008 : Oretachi ni asu wa naissu : Akie
- 2008 : Happening Seizonsya 0
- 2009 : Gôsuto furenzu (série télévisée) : Miku Aoyama (10 épisodes)
- 2010 : Kyûkyû kyûmeishi Makita Saori (série télévisée)
- 2010 : Face Maker (série télévisée)
- 2010 : Reinôryokusha Odagiri Kyôko no uso (série télévisée) : Chinatsu Kawagami (2 épisodes)
- 2010 : Juui Doritoru (série télévisée) (3 épisodes)
- 2011 : Abekku panchi : Mebaru
- 2011 : Me wo tojite giragira : Maria
- 2011 : Watashi ga ren'ai dekinai riyuu (série télévisée) : Megu (3 épisodes)
- 2012 : Kuroneko Rûshî (série télévisée) : Kaori
- 2012 : Kazoku hakkei (série télévisée) : Eiko Ogata
- 2012 : Deka Kurokawa Suzuki (série télévisée) : Maria
- 2012 : Bungô: Sasayaka na yokubô
- 2012 : Tsurukame josanin - minami no kuni kara (mini-série) : la femme vietnamienne (8 épisodes)
- 2012 : Resident - gonin no kenshûi (mini-série) : Kiyomi
- 2013 : Tokumei sentai Gôbasutâzu vs Kaizoku sentai Gôkaijâ: The Movie : Escape
- 2013 : Yuda : Erika
- 2012-2013 : Tokumei Sentai Go-Busters (série télévisée) : Escape (19 épisodes)
- 2013 : Kaettekita Tokumei Sentai Gôbasutâzu Varusesu Dôbutsu Sentai Gôbasutâzu : Kikai Empress Trange Star
- 2013 : Toire no Hanako-san: Shin Gekijôban
- 2013 : Shin Usagi: Yasei no touhai : Ai
- 2013 : Saitama kazoku
- 2013 : Doctors: Saikyô no meii (série télévisée) : Tashiro Asami (2 épisodes)
- 2013 : Koroshi no jooubachi (mini-série)
- 2013 : Higanjima (mini-série) : Ryoko (9 épisodes)
- 2013 : Taiyô no Wana (mini-série) : Aoi (4 épisodes)
- 2013 : Kasôken no onna (série télévisée)
- 2014 : Fukuie keibuho no aisatsu (mini-série)
- 2014 : Jûden Sentai Kyôryûjâ tai Gôbasutâzu: Kyôryû Daisakusen! Saraba Eien no Tomo yo : Escape
- 2014 : Sanbiki no ossan (mini-série)
- 2014 : Aka x Pinku (Girl's Blood) : Miko
- 2014 : Hikinzoku no yoru
- 2015 : Aibô (série télévisée)
- 2015 : Kiri: Shokugyô Koroshiya : Shiori
- 2015 : L'Attaque des Titans (Shingeki no kyojin) : Hiana
- 2015 : Shingeki no kyojin Attack on Titan: Hangeki no noroshi (mini-série) : Hiana
- 2015 : Ohsugi tantei jimusho: Utsukushiki hyôteki hen (téléfilm)
- 2016 : Nigeru onna (mini-série) (6 épisodes)
- 2016 : Kaitei no Kimi e (téléfilm)
- 2016 : Tachibana Noboru Seishun Tebikae (mini-série)
- 2016 : HK: Hentai Kamen - Abnormal Crisis : Ayata
- 2016 : Susume! Seikan Renrakusen (téléfilm)
- 2016 : Higanjima: Derakkusu : Ryoko
- 2016 : Higanjima: Love Is Over (mini-série) (4 épisodes)
- 2017 : Bungo 1
- 2017 : Vers la lumière (Hikari) : Misako Ozaki
- 2018 : Misjudgment Countermeasure Office (mini-série) : Shiori Matsushita (5 épisodes)
- 2018 : Uchû Sentai Kyuurenjâ tai Supêsu Sukuwaddo : Escape
- 2020 : Alice in Borderland : Shibuki